# فوتسال
فوتسال به بازی فوتبال درون سالن، گفته می‌شود. این رقابت‌ها در زمینی به ابعاد زمین هندبال، در محل‌های سرپوشیده یا در محل باز و بدون دیوار و حصار انجام می‌گیرد. فوتسال (FUTSAL)، واژه بین‌المللی برای این رشته ورزشی است. این واژه برگرفته از لغات اسپانیایی Fútbol به معنای فوتبال و SALA - به معنی درونی یا درون سالن – است. در ایتالیا به آن کالچیو ۵ یا فوتبال ۵ نفره می‌گویند. فوتسال فقط یکی از انواع فوتبال داخل سالن(ایندور ساکر) است. در سال‌های اخیر ورژن‌های متعددی از مینی فوتبال و ایندور فوتبال و فوتبال‌های ۵ و ۶ و ۷ و ۹ نفره در جهان پدید آمده است که برخی از آن‌ها مسابقات بین‌المللی هم دارند.

## تاریخچه فوتسال
بن مایه شکل‌گیری فوتسال به شهر مونته‌ویدئو در اروگوئه بازمی‌گردد. در سال ۱۹۳۰، ژوان کارلوس سریانی، فوتبال ۵ نفره را برای مسابقات جوانان در YMCA پی‌ریزی کرد. فوتسال به سرعت در آمریکای‌جنوبی به خصوص برزیل محبوبیت پیدا کرد. بسیاری از بازیکنان بزرگ و مشهور فوتبال برزیل، از طریق کسب مهارت‌های رشته ورزشی فوتسال، سبک‌ها و متدهای خود را در رشته فوتبال گسترش دادند و این موضوع زمینه مطرح شدن آن‌ها را به عنوان بازیکنان بزرگ فوتبال فراهم کرد. بازیکنانی مانند پله، زیکو، به‌به‌تو و سایر ستاره‌های فوتبال برزیل مهارت‌های خود را از طریق بازی در زمین‌های فوتسال و شرکت در این رشته ورزشی ترقی دادند. از آن هنگام، برزیل راه خود را به سوی مطرح شدن به عنوان قطب اصلی فوتسال جهان در پیش گرفت و اکنون مسابقات این رشته ورزشی تحت حمایت فیفا در سراسر جهان برگزار می‌شود.
اولین رقابت بین‌المللی فوتسال در سال ۱۹۶۵ برگزار شد، زمانی که پاراگوئه اولین جام آمریکای‌جنوبی را بدست آورد. ۶ جام دیگر در آمریکای‌جنوبی تا سال ۱۹۷۹ برگزار شد که برزیل پیروز تمامی این مسابقات بود. برزیل جایگاه خود را به عنوان قدرت برتر در اولین جام آمریکایی تا سال ۱۹۸۰ حفظ کرد و این جام را بار دیگر در سال ۱۹۸۴ بدست آورد.

## قهرمانی فوتسال جهان
نخستین دوره قهرمانی فوتسال جهان با پشتیبانی FIFUSA (پیش از ادغام اعضای آن با FIFA در سال ۱۹۸۹)، در سائوپائولوی برزیل برگزار شد که با قهرمانی برزیل به پایان رسید. کامیابی برزیلی‌ها در دومین جام‌جهانی فوتسال در کشور اسپانیا و در سال ۱۹۸۵ تکرار شد اما در سومین جام‌جهانی در سال ۱۹۸۸ و در کشور استرالیا، برزیل مقابل پاراگوئه تن به شکست داد.
در سال ۱۹۸۹ فیفا پشتیبانی مالی مسابقات فوتسال را بدست گرفت و نخستین جام‌جهانی فوتسال با پشتیبانی فیفا در هلند برگزار شد. پس از آن، جام‌های‌جهانی در سال‌های ۱۹۹۲ در هنگ‌کنگ، ۱۹۹۶ در اسپانیا، ۲۰۰۰ در گواتمالا، ۲۰۰۴ در تایوان و ۲۰۰۸ در برزیل برگزار شد.
فوتسال در اروپا به عنوان عضو جدیدی از یوفا مطرح شده که محبوبیت و عمومیت یافتن آن مقدمه‌ای برای برگزاری مسابقات قهرمانی فوتسال اروپا شده است. اولین مسابقات قهرمانی، در فوریه ۱۹۹۹ در شهر گراندای اسپانیا برگزار شد و فینال پرشور و هیجانی داشت.

## خلاصه قوانین فوتسال
- قانون یکم:

زمین بازی؛ که خلاصه مشخصات و نکات قابل توجه با رسم شکل توضیح داده شد.
- تذکر: ورود و خروج بازیکنان در موقع تعویض بایستی از محدوده مشخص شده انجام گیرد. زمین بازی

اندازه زمین بازی:
طول = حداقل ۲۵ متر و حداکثر ۴۲ متر.
عرض = حداقل ۱۵ متر و حداکثر ۲۵ متر.
در مسابقات بین‌المللی برابر است با:
طول = حداقل ۳۸ متر و حداکثر ۴۲ متر.
عرض = حداقل ۱۸ متر و حداکثر ۲۵ متر.
پهنای کلیه خطوط ۸ سانتیمتر است.
اندازه دایره وسط زمین ۳ متر است.
فاصله نقطه پنالتی تا خط دروازه نونهالان ۴ متر است.
فاصله نقطه پنالتی دوم تا خط دروازه ۱۰ متر است.
اندازه ربع دایره‌های گوشه زمین (کرنر) ۲۵ سانتیمتر می‌باشد.
اندازه دروازه‌ها:
فاصله بین دو تیر دروازه ۳ متر و ارتفاع تیر افقی تا سطح زمین ۲ متر است.
تذکر: ورود و خروج بازیکنان در موقع تعویض بایستی از محدوده مشخص شده انجام گیرد.
- قانون دوم:

توپ؛ محیط آن حداقل ۶۲ و حداکثر ۶۴ سانتیمتر وزن توپ ۳۹۰ الی ۴۳۰ گرم
(توپ نمره ۴) شناسایی استاندارد هنگامی که توپ از ارتفاع ۲ متری به زمین رها می‌شود نباید بیشتر از ۶۵ و کمتر از ۵۵ سانتیمتر از زمین مسابقه جهش نماید.
- قانون سوم:

تعداد بازیکنان هرتیم نباید بیشتر از پنج نفر باشد که یکی از آن‌ها دروازه بان با لباس مشخص است در شروع مسابقه حداقل بازیکن باید ۵ نفر باشد در صورت اخراج بازیکن هر تیم کمتر از سه نفر مسابقه باید تعطیل شود.
۱- حداکثر بازیکن ذخیره ۹ نفر است.
1. تعداد تعویض سیار نامحدود است حتی دروازه بان (رنگ لباس دروازه بان متمایز از بازیکنان)
2. عمل تعویض زمانی خاتمه می‌یابد که بازیکن جانشین وارد زمین شود
3. چنانچه در جریان بازی تعویض سیار بازیکن جانشین قبل از اینکه بازیکن تعویضی کامل زمین را ترک کند وارد زمین شود. داور بازی را قطع (با رعایت آوانتاژ به تیم حریف) بازیکن تعویضی را بیرون بفرستد به بازیکن جانشین اخطار و بازی با یک ضربه آزاد غیر مستقیم به نفع تیم مقابل از محل توقف توپ زده می‌شود.

- قانون چهارم:

وسایل بازیکن: استفاده از کفش مخصوص برای بازیکن اجباری است. کفش مخصوص فوتسال از پاشنه‌ای صاف و پنجه‌ای مقعر تشکیل شده. از انواع این کفش می‌توان به F90 اشاره کرد که یکی از محبوب‌ترین انواع ان است. اگر شخصی این نوع کفش را به پا نداشته باشد؛ بازیکن خاطی از زمین خارج فرستاده با تکمیل وسایل با اجازه داوران حتماً در هنگام توقف بازی وارد زمین شود.
- قانون پنجم:

برای اداره بازی یک داور اصلی یا سر داور؛ تعیین می‌گردد. قدرت او که قانون به او تفویض نموده است از هنگام شروع بازی تا هنگام اتمام بازی، هر مورد مرتبط با بازی نتیجه نهایی تصمیم با اوست در صورت عدم حضور وقت نگهدار این مسؤولیت به عهده اوست.
- قانون ششم:

کمک داور (داور دوم)؛ بایستی برای هر مسابقه تعیین شود طرف مقابل داور اصلی انجام وظیفه می‌کند همان قدرت اجرایی را دارد به جز (همه وقایعی را که قبل در حین یا بعد از بازی می‌افتد ثبت و گزارش کند) در صورت نبودن وقت نگهدار وظیفه دارد دو دقیقه اخراجی بازیکنان و تایم یک دقیقه را محاسبه نماید و تعویض سیار صحیح انجام گرفته است. در صورت دخالت بی‌مورد از جانب کمک داور، داور اصلی بایستی او را از وظیفه آن معاف شخصی دیگری جانشین وی موضوع را گزارش کند.
- - تذکر:

در صورت وجود اختلاف نظر بین داور اصلی و کمک داور سرداور (داور اصلی) حاکم خواهد بود.
- قانون هفتم:

وقت نگهدار؛ در خارج از بازی در امتداد خط میانی در منطقه تعویض بازیکنان قرار گیرد. وظایف او نگهداری وقت بازی ۲ دقیقه اخراجی یادداشت تایم اوت‌ها و دادن علامت تایم اوت به داوران اعلام زمان بازی با صوت به داوران و یادداشت ۵ خطای اول هر تیم در هر نیمه که توسط داوران اعلام شده - ثبت شماره گلزنان و بازیکنان اخراجی و اخطاری و تایم اوت‌ها آن‌ها است.
- قانون هشتم:

مدت بازی؛ مدت بازی دو وقت ۲۰ دقیقه‌ای و زمان بین دو نیمه استراحت ۱۵ دقیقه‌ای می‌باشد - هر تیم می‌تواند در هر نیمه یک تایم درخواست کند (در بازی‌های حذفی در وقت اضافی تایم اوت وجود ندارد).
- قانون نهم:

شروع بازی، برنده قرعه اختیار انتخاب زمین و بازنده قرعه ضربه شروع بازی را می‌زند. ضربه شروع به داخل زمین حریف با علامت داور اصلی خواهد بود که فاصله بازیکن مقابل با توپ ۳ متر خواهد بود - از ضربه شروع مستقیماً گل به دست می‌آید.
- قانون دهم:

توپ در بازی و خارج از بازی؛ وقتی توپ خارج از بازی به‌طور کامل از خط طولی یا عرضی چه از هوا و زمین گذشته باشد. برخورد توپ به سقف سالن اوت اعلام شده و ادامه آن روی خط طولی نزدیکتر می‌باشد که توسط حریف زده می‌شود.
- قانون یازدهم:

روش به دست آمدن گل؛ تمام توپ از خط دروازه بین تیرهای عمودی و افقی عبور کرده به شرطی که بازیکن مهاجم توپ را با دست یا بازو و پرتاب حمل یا هل نداده باشد.
- قانون دوازدهم:

خطاها و رفتارهای ناشایست؛ هرگاه بازیکنی سهواً یا از روی بی احتیاطی یا نیروی نامتعادل یا بیش از اندازه ۱۱ خطای زیر را مرتکب شود یک ضربه آزاد مستقیم -یک ضربه پنالتی- به نفع تیم مقابل (اگر داخل محوطه جریمه باشد) گرفته می‌شود: لگد زدن -پشت پا زدن - پریدن روی حریف - تنه شدید و خطرناک - تنه از پشت به حریف - تف انداختن - زدن حریف - گرفتن حریف - هل دادن حریف - با شانه به حریف حمله کردن - تکل کردن.
هفت خطای منجر به اخطار:
۱ - مرتکب رفتار غیر ورزشی ۲- با گفتار و کردار به تصمیم داور اعتراض نماید. ۳- مکرراً قوانین بازی را نقص نماید. ۴- شروع مجدد بازی را به تأخیر اندازد. ۵- هنگام شروع مجدد بازی، ضربه آزاد و ضربه کرنر فاصله لازم رعایت نکند. ۶- بدون اجازه داور وارد زمین شود. ۷- بدون اجازه داور زمین را ترک کند. هفت خطای منجر به اخراج: ۱- مرتکب خطای شدید بازی شود. ۲- مرتکب برخورد با زننده شود. ۳- روی حریف یا هر فرد دیگر تف بیندازد ۴- عمداً با دست زدن به توپ، حریف را از یک گل یا موقعیت گل محروم نماید. ۵- موقعیت آشکار گل حریف به سمت دروازه در داخل پیشروی با خطای آزاد مستقیم سلب نماید. ۶- کلمات توهین‌آمیز بر زبان بیاورد. ۷- در یک مسابقه اخطار دوم بگیرد.
تذکر مهم: بازیکنی که اخراج می‌گردد توسط داور بازی حتماً باید به رختکن هدایت شود و بعد از ۲ دقیقه تیم می‌تواند بازیکن دیگر جایگزین نماید یا اینکه قبل از اتمام ۲ دقیقه گلی در بازی از سوی هر دو تیم به ثمر برسد تیم دوباره می‌تواند با ۵ بازیکن به بازی خود ادامه دهد. البته بازیکن اخراجی نمی‌تواند به بازی گرفته شود.
تذکر بسیار مهم: تیمی که یک نفر اخراجی می‌دهد می‌تواند بلافاصله با واگذاری یک پنالتی به تیم حریف خود را دوباره پنج نفره و کامل کند فارغ از اینکه پنالتی گل شود یا نه. البته فقط در صورتی که بازیکن مذکور با دادن پنالتی اخراج شود نمی‌توان از این قانون استفاده کرد. (قانونی که جدیداً از سوی fifa و AMF منتشر شده)
- قانون سیزدهم:

ضربه آزاد؛ تحت عنوان دو دسته ضربه آزاد مستقیم و ضربه آزاد غیر مستقیم می‌باشد. در ضربه آزاد مستقیم می‌توان مستقیماً به حریف گل زد.
- قانون چهاردهم:

خطاهای جمع شونده؛ در صورتی که خطاهای یک تیم در هر نیمه به ۵ رسیده (از خطاهای ۱۱ گانه آزاد مستقیم)، (کلیه خطاها قانون ۱۲) از آن به بعد اگر یکی از خطای قانون ۱۲ را مرتکب شود خطای ششم یک ضربه آزاد مستقیم (از نقطه پنالتی دوم) یا محل وقوع خطا (اگر محل خطا بین نقطه پنالتی دوم و دروازده حریف باشد) بدون تشکیل دیوار دفاعی به صورت مستقیم زده می‌شود. مهاجمین و مدافعین باید فاصله ۵ متر را رعایت کنند. (خط فرضی نقطه پنالتی فاصله رعایت گردد).
-تذکر:
اگر خطای ششم عقب‌تر از نقطه پنالتی دوم بود، مستقیم به نقطه پنالتی دوم منتقل شده ضربه زده می‌شود (حق پاس دادن را ندارد).
- قانون پانزدهم:

ضربه پنالتی؛ از نقطه پنالتی زده می‌شود. زننده ضربه باید مشخص باشد. ضربه حتماً باید به طرف جلو (دروازه حریف) زده شود.
- قانون شانزدهم:

ضربه اوت؛ هرگاه تمام توپ از خط طولی چه از روی زمین چه از هوا بگذرد توپ باید از محلی که خارج شد توسط تیم مقابل با پا به داخل زمین زده شود. زننده ضربه توپ ساکن روی خط طولی یا خارج از زمین خط طولی باشد بازیکنان تیم مقابل حداقل ۳ متر از محله ضربه باید فاصله داشته باشد. با ضربه اوت نمی‌توان مستقیم گل زد مگر پس از زدن ضربه و برخورد با هر بازیکن اعم از خودی و غیرخودی و دروازه‌بان‌ها و حتی داور مسابقه وخوردن توپ به تیرک گل صحیح است.
- قانون هفدهم:

پرتاب اوت دروازه؛ پرتاب اوت دروازه مادامی در بازی است که توپ توسط دروازه‌بان با دست بیرون از محوطه جریمه قرار گیرد. پرتاب اوت دروازه خطای ۴ ثانیه ندارد. برگشت اوت دروازه دوباره به دروازه‌بان توسط مدافع (با دست لمس کردن یا کنترل) یک ضربه آزاد غیر مستقیم از محل ۶ متری انجام می‌گیرد. با پرتاب اوت دروازه نمی‌توان مستقیم گل زد و دروازه‌بان بدون پاس با (دست) به بازیکن خودی، نمی‌تواند خودش پا به توپ و جلو بیاید. دروازه‌بان حتماً توپ خارج شده از زمین را باید با دست به هم تیمی پاس دهد و بازی با پا خطا محسوب می‌شود و جریمه آن ضربه آزاد غیر مستقیم از فاصله ۶ متری می‌باشد. دروازه‌بان نمی‌تواند در جریان بازی مستقیم توپ را با دست وارد دروازه حریف کند.
- قانون هجدهم:

ضربه کرنر؛ از ضربه کرنر می‌توان مستقیم گل زد. ۴ ثانیه دارد، اگر ضربه کرنر به‌طور صحیح زده نشود ضربه تکرار خواهد شد. در موقع زدن خطاها توپ باید ساکن باشد.
همیشه برنده قرعه سکه صاحب زمین بازی یا زننده پنالتی یا انتخاب رنگ پیراهن می‌باشد.
تیمی می‌تواند تایم استراحت بگیرد که صاحب توپ باشد مثل ضربه کرنر، پرتاب اوت،
دروازه‌بان می‌تواند در زمین حریف بیش از ۴ ثانیه بازی کند. دروازه‌بان نمی‌تواند در جریان بازی مستقیم توپ را با دست وارد دروازه حریف کند. پاس عقب مادامی محسوب می‌شود که توپ از ضربه مچ پا به پایین زده شود (فقط از ناحیه کفش).
در زدن اوت پا روی خط نباشد.
- قانون نوزدهم:

بازیکن دروازه‌بان اجازه ندارد توپ را بیشتر از چهار ثانیه در اختیار داشته باشد؛ در غیر این صورت خطا گرفته می‌شود. این قانون برای بازیکنان معمولی به صورت یک دقیقه است.
از تیم‌های برتر جهان در این رشته می‌توان به این کشورها اشاره کرد:
ایران، برزیل، اسپانیا، ایتالیا، روسیه، پرتغال، آرژانتین و اوکراین.
- بازیکن اخراجی در فوتسال[۵]

در صورت اخراج بازیکن:
اگر ۵ بازیکن در مقابل ۴ بازیکن بازی می‌کنند و تیمی که دارای بیشترین تعداد بازیکن است گلی به ثمر برساند تیم ۴ نفره می‌تواند یک نفر به تیم خود اضافه نماید.
اگر هر دو تیم با ۴ بازیکن بازی می‌کنند و گلی به ثمر می‌رسد بازیکنی به تیمها اضافه نخواهد شد.
اگر ۵ بازیکن بر ضد ۴ بازیکن یا ۴ بازیکن بر ضد ۳ بازیکن بازی می‌کنند و تیمی که تعداد بیشتری بازیکن دارد گل به ثمر می‌رساند تیمی که کمترین تعداد بازیکن را دارد می‌تواند یک نفر به بازیکنان خود اضافه نماید.
اگر هر دو تیم با ۳ بازیکن بازی می‌کنند و گلی به ثمر می‌رسد هر دو تیم نمی‌توانند بازیکنی را اضافه نمایند.
اگر تیمی که گل زده یک نفر از تیم مقابل بازیکن کمتر دارد بازی با همان تعداد ادامه می‌یابد و تیم زننده گل نمی‌تواند بازیکنی را اضافه نماید.

## سیستم‌های فوتسال
از جمله سیستم‌ها و تاکتیک‌های فوتسال می‌توان به ۲٫۲ و ۳٫۱ و ۴٫۰ و … اشاره کرد که در زمان‌های مختلف بازی و با هدف‌های گوناگون مورد استفاده قرار می‌گیرد.

## رنکینگ و رده‌بندی جهانی
چند نوع رنکینگ رسمی و غیررسمی در فوتسال جهان وجود دارد. فیفا برای فوتبال مردان از سال ۱۹۹۳ و برای فوتبال زنان از سال ۲۰۰۳ رنکینگ ماهانه منتشر می‌کند. البته به‌طور دقیق هر ماه نیست و سالی بین ۶ تا ۹ بار منتشر می‌شود. برای فوتسال اولین بار در ماه می سال ۲۰۲۴ رنکینگ رسمی همزمان برای مردان و زنان منتشر کرد.

### غیررسمی
۱- رنکینگ غیررسمی فوتسال پلانت
در این رده‌بندی در پایان ماه می ۲۰۲۴ میلادی تیم مردان ایران ششم است. این رده‌بندی فقط در بخش مردان است و از ابتدای سال ۲۰۲۱ به صورت هفتگی منتشر می شود.
در اولین رنکینگ منتشر شده ایران در رده ششم بود.
۲- رنکینگ غیررسمی رونبا بر اساس نتایج تمام بازی‌ها
در این رده‌بندی در پایان ماه می ۲۰۲۴ میلادی تیم مردان ایران هفتم و تیم زنان ایران نهم است.
۳- رنکینگ غیررسمی فوتسال ورلد رنکینگ
آرشیو این رنکینگ از سال ۲۰۰۵ موجود است ولی طبق مقاله ریچارد مور به احتمال زیاد از سال ۱۹۹۷ منتشر می‌شده است. این رده‌بندی هم فقط در بخش مردان منتشر می‌شود و ایران در رده ششم قرار دارد. ماهیت آن بر اساس الو ریتینگ سیستم است.
۴- رنکینگ انجمن جهانی فوتسال
ایران در این انجمن فعالیتی ندارد.

### رسمی
اولین رنکینگ رسمی فیفا در ۱۰ می ۲۰۲۴ میلادی برای مردان و زنان منتشر شد و بر اساس آن سیدبندی جام جهانی ۲۰۲۴ مردان تغییر کرد و سیدبندی اولین دوره جام جهانی ۲۰۲۵ زنان هم بر اساس آن است. از این پس برای مسابقات بین‌المللی فیفا مورد استفاده قرار می‌گیرد.
در اولین رنکینگ رسمی فیفا تیم ملی فوتسال مردان ایران در رده ۴ جهان و ۱ آسیا و تیم ملی فوتسال زنان ایران در رده ۸ جهان و ۲ آسیا قرار دارند. اولین رنکینگ فیفا شامل ۱۳۹ تیم مردان و ۶۹ تیم زنان بود.

## مسابقات
مردان
- جام جهانی فوتسال
- مسابقات قهرمانی فوتسال آسیا
- مسابقات قهرمانی فوتسال آفریقا
- مسابقات قهرمانی فوتسال آمریکای شمالی
- مسابقات قهرمانی فوتسال آمریکای جنوبی
- مسابقات قهرمانی فوتسال اقیانوسیه
- مسابقات قهرمانی فوتسال اروپا

زنان
- قهرمانی فوتسال زنان جهان
- قهرمانی فوتسال زنان آسیا
- قهرمانی فوتسال زنان اروپا
- قهرمانی فوتسال زنان آمریکای جنوبی

رقابت‌های باشگاهی
- لیگ قهرمانان فوتسال آسیا